# 沖本辰也
沖本 辰也（おきもと たつや、1971年7月1日 - ）は、日本のサッカー指導者（JFA 公認B級コーチ、公認B級GKコーチ）、元サッカー選手。広島県広島市東区中山出身。

## 来歴・人物
兄の影響で小学校3年生からサッカーを始め、選手引退後もサッカー指導者としてサッカーに携わる。
選手としては無名だったが、小学校時代は広島県代表として全日本少年サッカー大会 に出場、中学時代も広島県代表として中国中学校サッカー大会に出場した。小学校時代は小沢通宏、高校時代は船本幸路、中国リーグ時代は小滝勇一 など全日本経験者の指導を受けている。
現役引退後、出身チームの中山サッカークラブで少年サッカーの指導者として、指導の道に進む。現在は、タイ王国で少年サッカーの普及に努める傍ら、プロサッカークラブにも所属し指導技術の向上を目指す。

## 指導関連
1996年に日本サッカー協会 日本体育協会 公認地域C級指導員（後のJFA公認C級コーチ）の資格を取得。
2009年に日本サッカー協会 公認C級GKコーチの資格を取得。
2013年に日本サッカー協会 公認B級コーチの資格を取得。
2014年に日本サッカー協会 公認B級GKコーチの資格を取得。
広島県サッカー協会4種委員会普及部部員として、広島県のサッカーの普及に努めるとともに、広島県内の少年向けフットサルローカルルールの作成を行い、広島県全域のフットサル普及に努めた。さらに広島市サッカー協会4種委員会フットサル委員長として、バーモントカップやスポーツレクレーション大会などを通じ、広島市全域にフットサル普及を呼びかけた。
指導者として海外での経験もあり、上海申花（中国）への短期留学を経験している。
2010年からは、Thai Premier LeagueのチョンブリFCでゴールキーパーのアシスタントコーチと試合分析など担当する。
同じくチョンブリFCに所属する元日本代表GKコーチの加藤好男と共に、ゴールキーパーの指導を行い、タイプレミアリーグ　や　AFCカップ、AFCアジアチャンピオンズリーグ　プレーオフ　等で相手チームの特徴分析を手がけた。また、タイ国日本人会公認としてバンコク日本人学校のサッカーサークルの指導者、JapanFootballClubの指導者として少年サッカー普及活動をしている。
その他、タイ国に於ける日本人プロサッカー選手の認知度アップ、並びにサッカー文化普及を目指し、
・タイプレミアリーグ初となる前座試合を開催。（これまで4回の前座試合を開催。）
・タイ国のラジオ局とのコラボで、サッカー選手をゲストに呼んで「サッカートーク番組」の開催。
・タイ女子プロサッカーリーグの観戦ツアー開催。
・Insee Police United FCとの共催による、「Japan　Day」を開催。
・木場昌雄選手の卒業試合。
・タイ国で初となる「夢先生」（日本サッカー協会主催）コーディネーター。
・Take Action in thailand   タイプレミアリーグ選抜 vs 日本選抜　戦で日本選抜チームのゴールキーパーコーチとして参加。
・丸山良明選手の引退試合　に　選手兼ゴールキーパーコーチ　として参加。
・U-15日本代表タイキャンプに帯同。
・U-17日本女子代表のサポート。
・タイプレミアリーグ　と　Jリーグ　　業務提携のサポート。　　　　　　　を行っている。

## 経歴
選手歴　
- 1978年-1983年: 中山サッカークラブ
- 1984年-1986年: 広島市立二葉中学校サッカー部
- 1987年-1989年: 広島市立広島工業高校サッカー部
- 1990年-1993年: 広島フジタSC（中国サッカーリーグ）

指導歴
- 1992年-1993年: 中山サッカークラブ（第4種） コーチ
- 1993年-2006年: 中山サッカークラブ（第4種） 監督
- 1998年　　　　　: 上海申花　コーチ研修
- 2006年-2012年  : Japan Football Club(Thai-Land) コーチ
- 2007年-2012年  : タイ国日本人会公認 バンコク日本人学校 サッカーサークルコーチ
- 2010年-2012年  : チョンブリFC（タイプレミアリーグ）　スカウティング兼アシスタントコーチ（GK）

　　　　　　　　　　　　　CREER　FC（タイ　フットボールクラブ）　コーチ
- 2012年-2013年  : 中山サッカークラブ（第4種）　監督

　　　　　　　　　　　　　広島UNITED　FC（第3種）　GKコーチ
- 2014年-  　　　: アンジュヴィオレ広島（なでしこリーグ2部）　GKコーチ
- 2014年　　　: 国体広島成年女子サッカー  GKコーチ   中国ミニ国体優勝 長崎国体出場
- 2015年　　　: 国体広島成年女子サッカー  GKコーチ   中国ミニ国体優勝 和歌山国体第5位

役員歴
- 1995年-2006年: 広島県サッカー協会4種委員会普及部
- 1998年-2006年: 広島市サッカー協会4種委員会フットサル委員長